# Davide Cassani
Davide Cassani (Faenza, 1º gennaio 1961) è un dirigente sportivo, ex ciclista su strada e commentatore televisivo italiano.
Professionista dal 1982 al 1996, vinse due tappe al Giro d'Italia.
Dal gennaio del 2014 al settembre del 2021 è stato il commissario tecnico della nazionale italiana maschile élite di ciclismo su strada.

## Biografia

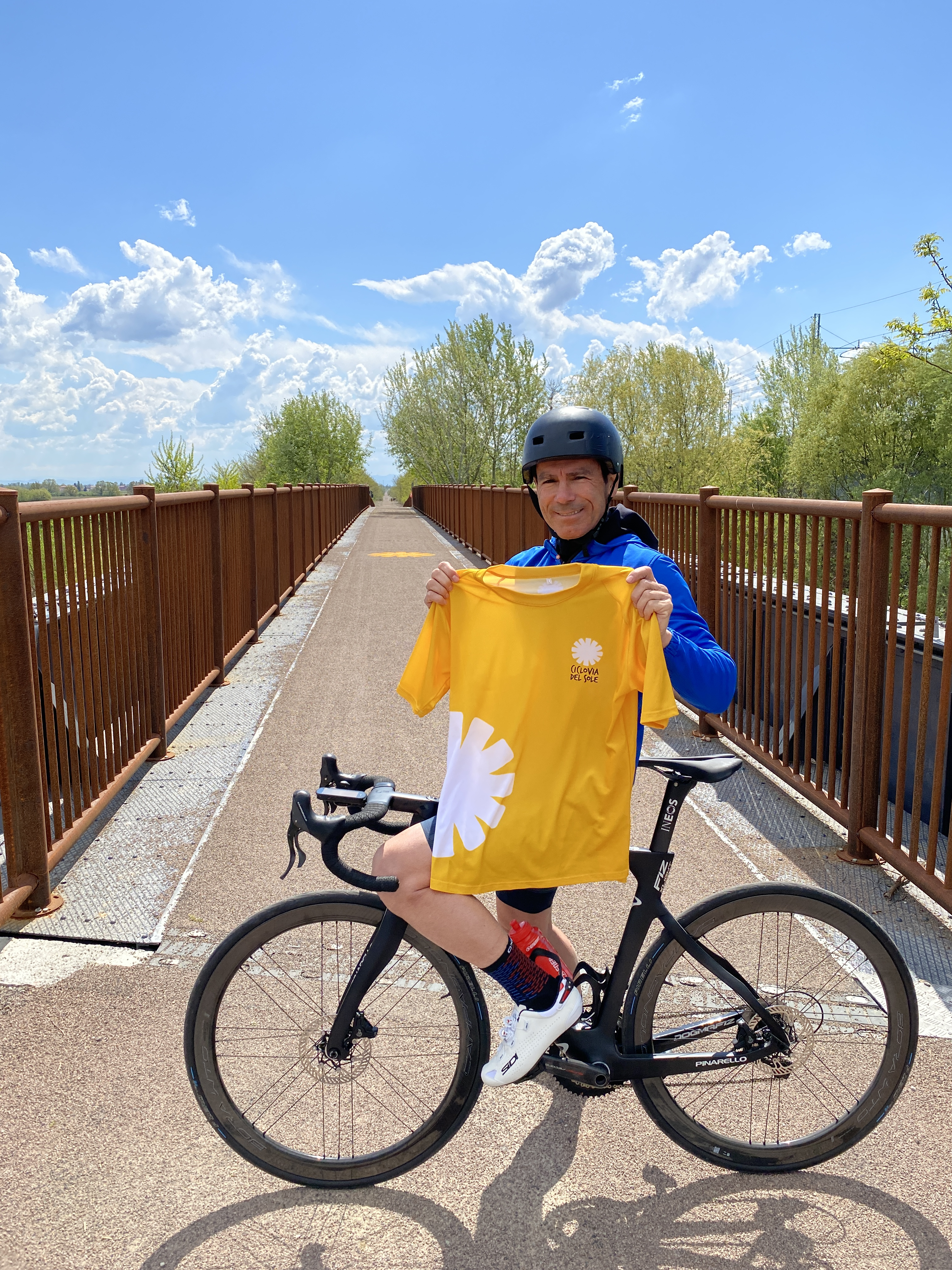
Cassani nel 2021 all'inaugurazione della ciclovia del Sole

Cugino di secondo grado di Roberto Conti che, come lui, è stato un ciclista professionista, Cassani è cresciuto a Solarolo, iniziando a gareggiare da bambino. 
Ritiratosi dall'attività agonistica nel 1996, nell'aprile dello stesso anno l'allora direttore di Rai Sport Marino Bartoletti gli affida il ruolo di commentatore televisivo delle gare ciclistiche al fianco dapprima di Adriano De Zan, poi di Auro Bulbarelli, e dal 2010 di Francesco Pancani, fino alla nomina a C.T. della nazionale e di nuovo dal Giro d'Italia 2024. Le ricognizioni in bicicletta per tutte le tappe del Giro d'Italia o quelle clou di montagna lo hanno visto per anni protagonista.
Proprio in virtù del successo di queste ultime, nel 2007 Cassani è stato protagonista insieme all'ex ciclista professionista Massimo Boglia di una pubblicazione editoriale, completa di DVD e fascicoli, intitolata Le Grandi Salite del Ciclismo, nella quale i due ciclisti percorrono le salite più famose affrontate durante il Giro d'Italia e il Tour de France. È autore inoltre dell'Almanacco del Ciclismo pubblicato annualmente e coautore di un libro biografico su Marco Pantani in collaborazione con Ivan Zazzaroni e Pier Bergonzi dal titolo Pantani. Un eroe tragico.
Durante il commento di una tappa del Tour de France 2007 Cassani, elogiando Michael Rasmussen, racconta di averlo incontrato in Trentino mentre si allenava. Questo fatto costerà al danese (che aveva mentito dicendo di essere stato in Messico in quel periodo, per sfuggire ai controlli antidoping) prima l'esclusione dalla sua nazionale e poi - su pressione della Rabobank - l'esclusione dal Tour, che si apprestava a vincere. Durante il Giro d'Italia 2010 Cassani si fa portavoce di un nuovo scandalo che invade il ciclismo, quello delle biciclette elettriche, delle quali si ventilava l'uso nell'ambiente professionistico, testimoniandone l'esistenza e l'efficacia.
Ha un figlio, Stefano (nato nel 1989), che ha intrapreso la carriera di allenatore di calcio.

## Carriera

### Ciclista

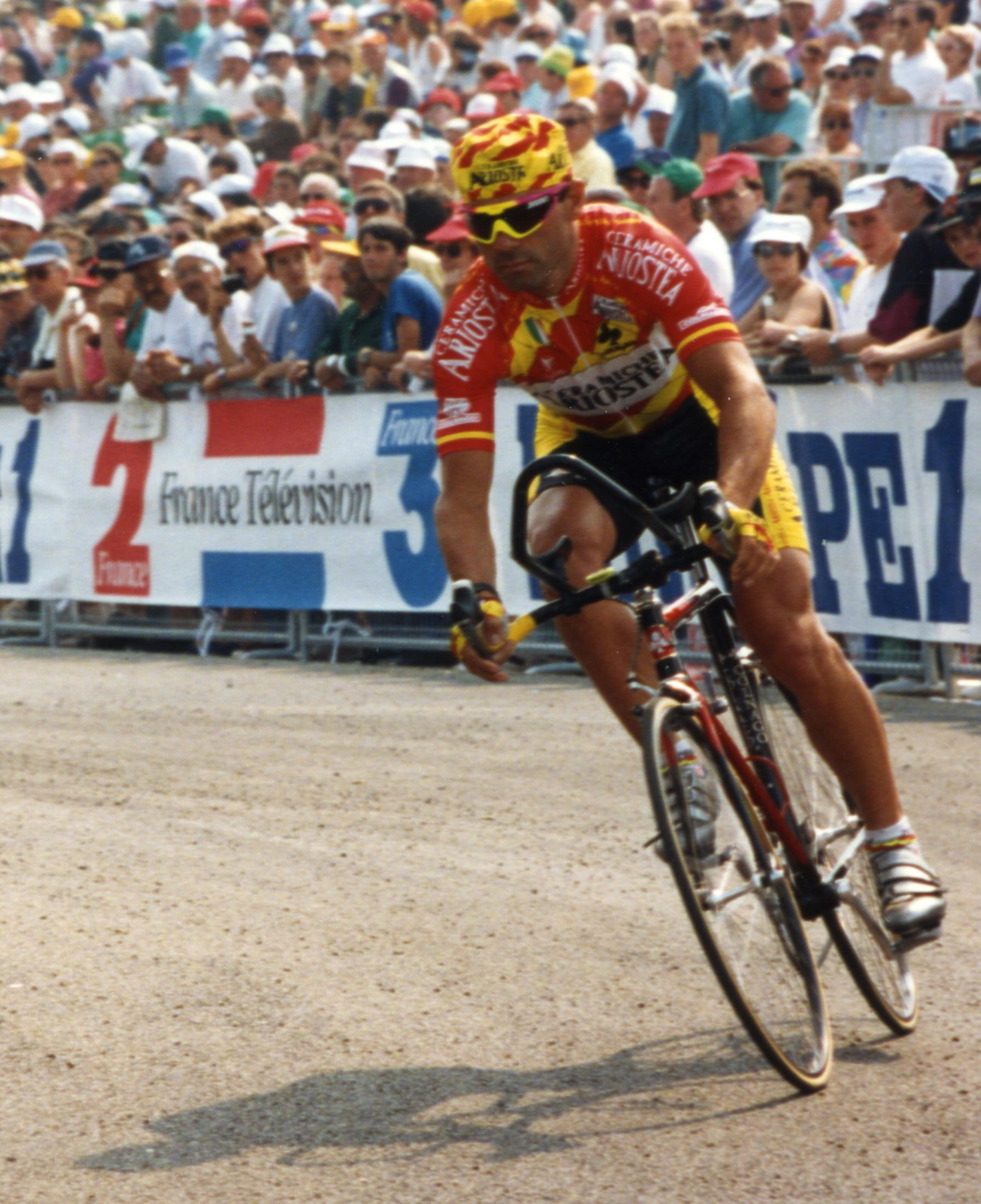
Cassani in azione al Tour de France 1993

Esordisce nel professionismo nel 1982 con la Termolan di Bruno Reverberi. Nel 1986 passa alla Carrera: tra i suoi compagni di squadra figurano Claudio Chiappucci, Roberto Visentini e Stephen Roche. Nel 1988 corre per la Gewiss-Bianchi con Moreno Argentin. Dal 1990 al 1994 indossa la casacca dell'Ariostea mentre il 1995 lo vede alla MG Maglificio-Technogym. Nel 1996, appena passato alla Saeco, viene investito da un'automobile: tale incidente lo costringerà a chiudere la carriera.
Specialista nelle fughe da lontano e considerato uno dei migliori gregari nei primi anni novanta, ha ottenuto i suoi migliori risultati nelle corse in linea di un giorno. Può vantare al suo attivo 27 vittorie, più di 800 000 chilometri nelle gambe, oltre 1500 corse tra cui 12 Giri d'Italia, nove Tour de France (dove ha indossato la maglia a pois) e nove partecipazioni ai campionati del mondo.
Tra i risultati più prestigiosi figurano un settimo posto conseguito al Campionato mondiale 1988 disputato in Belgio, il Giro dell'Emilia conquistato nel 1990, nel 1991 e nel 1995, la Milano-Torino nel 1991, due tappe al Giro (1991 la prima, 1993 la seconda), il Trofeo dello Scalatore nel 1991, un nono posto ai mondiali 1991 a Stoccarda, il Giro del Mediterraneo del 1994 e due edizioni della Coppa Agostoni.
Nelle grandi classiche internazionali ha collezionato un terzo posto nella Freccia Vallone del 1992, un terzo posto nel Giro di Lombardia e un quarto nella Liegi-Bastogne-Liegi dello stesso anno (piazzamenti che gli consentirono di classificarsi terzo nella Coppa del Mondo), oltre a un secondo nell'Amstel Gold Race del 1995, battuto a sorpresa dallo svizzero Mauro Gianetti in una volata a due.

### Commissario tecnico della nazionale ciclismo
Il 28 gennaio 2014, con la nomina ufficiale da parte del Consiglio Federale della FCI, si insedia come commissario tecnico della nazionale italiana di ciclismo su strada maschile élite, succedendo a Paolo Bettini. Durante il suo mandato la nazionale conquista due mondiali a cronometro (entrambi vinti da Filippo Ganna nel 2020 e nel 2021) e quattro europei in linea (Matteo Trentin nel 2018, Elia Viviani nel 2019, Giacomo Nizzolo nel 2020, Sonny Colbrelli nel 2021). Sfiora il titolo iridato della prova in linea nel 2019, con l'argento di Matteo Trentin, battuto nella volata a tre all'arrivo dal danese Mads Pedersen.
Il 30 settembre del 2021, scaduto il contratto come CT, la Federazione offre a Cassani la presidenza della Ciclista Servizi, che verrà da lui rifiutata.

## Palmarès
- 1981 (Under-23, una vittoria)

Trofeo Matteotti Under-23
- 1987 (Carrera Jeans, una vittoria)

1ª prova Gran Premio Sanson
- 1989 (Gewiss, una vittoria)

5ª tappa Grand Prix Tell (Stein > Emmen)
- 1990 (Ariostea, due vittorie)

Giro dell'Emilia
Coppa Bernocchi
- 1991 (Ariostea, quattro vittorie)

Coppa Agostoni
8ª tappa Giro d'Italia (Città di Castello > Prato)
Giro dell'Emilia
Milano-Torino
- 1992 (Ariostea, quattro vittorie)

Giro di Campania
4ª tappa Tirreno-Adriatico (Cassino > Sora)
Giro della Provincia di Reggio Calabria
Gran Premio Città di Camaiore
- 1993 (Ariostea, due vittorie)

Coppa Agostoni
15ª tappa Giro d'Italia (Corvara in Badia > Lumezzane)
- 1994 (GB-MG, cinque vittorie)

1ª prova Gran Premio Sanson
3ª tappa Tour Méditerranéen (Marignane > Pierrefeu)
7ª tappa Tour Méditerranéen (Hyères > Mont Faron)
Classifica generale Tour Méditerranéen
4ª tappa Vuelta al País Vasco (Balmaseda > Alto de Ibardin)
- 1995 (MG Boys, tre vittorie)

Giro dell'Emilia
Coppa Sabatini
Giro di Romagna

### Altri successi
- 1983 (Termolan)

Criterium di Partinico
- 1984 (Santini)

Criterium di Formigine
- 1987 (Carrera Jeans)

3ª tappa Giro d'Italia (Lerici > Lido di Camaiore, cronosquadre)
2ª tappa Tour de France (Berlino, cronosquadre)
- 1991 (Ariostea)

1ª prova Trofeo dello Scalatore (Triora > Colle di Nava)
2ª prova Trofeo dello Scalatore
Classifica finale Trofeo dello Scalatore
2ª tappa Tour de France (Bron > Chassieu, cronosquadre)
- 1994 (GB-MG)

1ª tappa Tour Méditerranéen (Béziers, cronosquadre)
3ª tappa Tour de France (Calais > Eurotunnel, cronosquadre)
- 1995 (MG Maglificio - Technogym)

1ª tappa Tour Méditerranéen (Sauvian > Béziers, cronosquadre)

## Piazzamenti

### Grandi Giri
- Giro d'Italia

1982: 40º
1983: 37º
1984: ritirato (6ª tappa)
1985: 54º
1986: 35º
1987: 43º
1988: ritirato (7ª tappa)
1989: non partito (20ª tappa)
1991: ritirato (21ª tappa)
1992: 105º
1993: 66º
- Tour de France

1985: ritirato (16ª tappa)
1986: non partito (20ª tappa)
1987: 111º
1990: 80º
1991: 112º
1992: ritirato (16ª tappa)
1993: 105º
1994: 108º
1995: 112º

### Classiche monumento
- Milano-Sanremo

1984: 42º
1985: 57º
1993: 9º
1994: 65º
- Liegi-Bastogne-Liegi

1987: 14º
1990: 43º
1992: 4º
1993: 15º
1994: 54º
1995: 31º
- Giro di Lombardia

1988: 8º
1989: 18º
1990: 14º
1991: 27º
1992: 3º
1994: 6º

### Competizioni mondiali
- Campionati del mondo su strada

Giavera del Montello 1985 - In linea: ritirato
Ronse 1988 - In linea: 7º
Chambéry 1989 - In linea: ritirato
Utsunomiya 1990 - In linea: ritirato
Stoccarda 1991 - In linea: 9º
Benidorm 1992 - In linea: 67º
Oslo 1993 - In linea: ritirato
Agrigento 1994 - In linea: 15º
Duitama 1995 - In linea: ritirato
- Coppa del mondo

Coppa del mondo 1992: 3º

## Libri
- Pier Bergonzi, Davide Cassani, Ivan Zazzaroni, Pantani. Un eroe tragico, Milano, Arnoldo Mondadori Editore, 2005, ISBN 978-88-04538-75-2.
- Pier Bergonzi, Davide Cassani, Ivan Zazzaroni, Vai, Pantani!, Roma-Milano, Arnoldo Mondadori Editore-Rai Trade, 2007, ISBN 978-88-04554-24-0.
- Davide Cassani, Quelli che pedalano, Milano, Arnoldo Mondadori Editore, 2009, ISBN 978-88-04577-82-9.
- Davide Cassani, Beppe Conti, Le più belle salite d'Italia. Segreti e preparazione, storia ed eroi, Rizzoli, 2018, ISBN 978-88-17104-30-2.